# 謝稚柳
謝稚柳（1910年—1997年），原名稚，字壯暮、稚柳，號遲燕，後以字行，江蘇武進（常州）人，中国画家。

## 生平
1910年生於常州，年少時隨江南名字者錢名山學習經史子集、詩詞歌賦。謝稚柳是現代著名的書畫大家，也是著名的書畫鑒定專家。用筆意境在六朝唐宋間，尤擅山水、花卉、人物。餘事詩文，雅潔清麗。謝稚柳還精於書畫鑒定。曾任國立中央大學藝術系及國立重慶藝專教授、上海博物館顧問。26歲以後，他移居重慶，與張大千、沈尹默等書畫界的名人交往，並開始研究中國藝術史，這時他曾陪同張大千同赴敦煌研究敦煌壁畫，從此領悟到美麗的中國隋唐古代藝術，並融合了自己的風格，便著書立說，形成了獨特的藝術思想，開始了藝術創作與藝術研究的生活。1940年代曾在成都、重慶、昆明、西安、上海等地舉辦個人畫展。

## 作品风格
謝稚柳工於山水畫，以落墨為主，融以設色，進而推演落墨山水之畫理。謝稚柳所繪之山水圖，圖中山崖峭壁與樹木之線條及其皺紋擦刷，於目視之下，往往皆為謝稚柳之老練手筆，極富生氣。